# 里斯地区埃英根
里斯地区埃英根是德国巴伐利亚州的一个市镇。总面积15.64平方公里，总人口779人，其中男性396人，女性383人（2011年12月31日），人口密度50人/平方公里。